# Dani Olmo
Artikeln följer den spanska namnseden; faderns efternamn är Olmo och moderns efternamn Carvajal.
Daniel "Dani" Olmo Carvajal, född 7 maj 1998, är en spansk fotbollsspelare som spelar för Barcelona.

## Klubbkarriär
Den 31 juli 2014 värvades Olmo av kroatiska Dinamo Zagreb.
Den 25 januari 2020 värvades Olmo av tyska RB Leipzig, där han skrev på ett 4,5-årskontrakt.
Den 9 augusti 2024 värvades Olmo av spanska Barcelona där han skrev ett kontrakt fram till och med 2030.

## Landslagskarriär
Olmo debuterade för Spaniens landslag den 15 november 2019 i en 7–0-vinst över Malta, där han blev inbytt i den 66:e minuten och tre minuter senare gjorde sitt första mål.